# Kingston Parish
Kingston Parish ist einer der 14 Parishes (Landkreise) Jamaikas. Kingston Parish umfasst nur einen Teil seiner Hauptstadt Kingston, dafür aber ein Gebiet im Süden einschließlich des Ortes der ehemaligen Stadt Port Royal. 
Auf einer Fläche von 21,8 km² lebten laut Volkszählung von 2001 96.052 Menschen. Kingston Parish und Saint Andrew Parish bilden seit 1927 die Verwaltungseinheit Kingston and St Andrew Corporation.
Zum Kingston Parish werden auch die küstenfernen Morant Cays und Pedro Cays gerechnet.